# Jakob Magnus Svensson
Jakob Magnus Svensson, född 20 juni 1825 i Västra Eneby församling, Östergötlands län, död 1 mars 1908 i Linköping (folkbokförd i Västra Eneby församling), var en svensk lantbrukare och riksdagsman.
Svensson var ledamot av Sveriges riksdags andra kammare.